# JAC Refine M5
JAC Refine M5 (瑞風, Ruifeng M5) — малотоннажный грузовой автомобиль, выпускаемый с 2002 года китайской компанией JAC Motors.

## Первое поколение (2002—2015)
Первое поколение Refine M5 MPV выпускалось с 2002 по 2015 год на базе первого поколения Hyundai Starex. Автомобили продавались в комплектациях Chuansuo, Xianghe и M5. В 2013 году автомобили прошли рестайлинг.

В разное время автомобили оснащались 2,0-литровым рядным четырёхцилиндровым двигателем HFC4GA3-1B 16V DOHC в паре с четырёхступенчатой автоматической и пятиступенчатой механической трансмиссиями, 2,4-литровым рядным четырёхцилиндровым двигателем HFC4GA1-B 16V DOHC в паре с пятиступенчатой механической трансмиссией, 2,0-литровым рядным 4-цилиндровым двигателем HFC4GA3-B 16V DOHC в паре с 5-ступенчатой механической коробкой передач, 2,0-литровым рядным 4-цилиндровым двигателем HFC4GA1-2B 16V DOHC в паре с 5-ступенчатой механической трансмиссией и 2,8-литровым рядным 4-цилиндровым дизельным двигателем HFC4DA1-2B1 8V SOHC в паре с 5-ступенчатой механической коробкой передач.

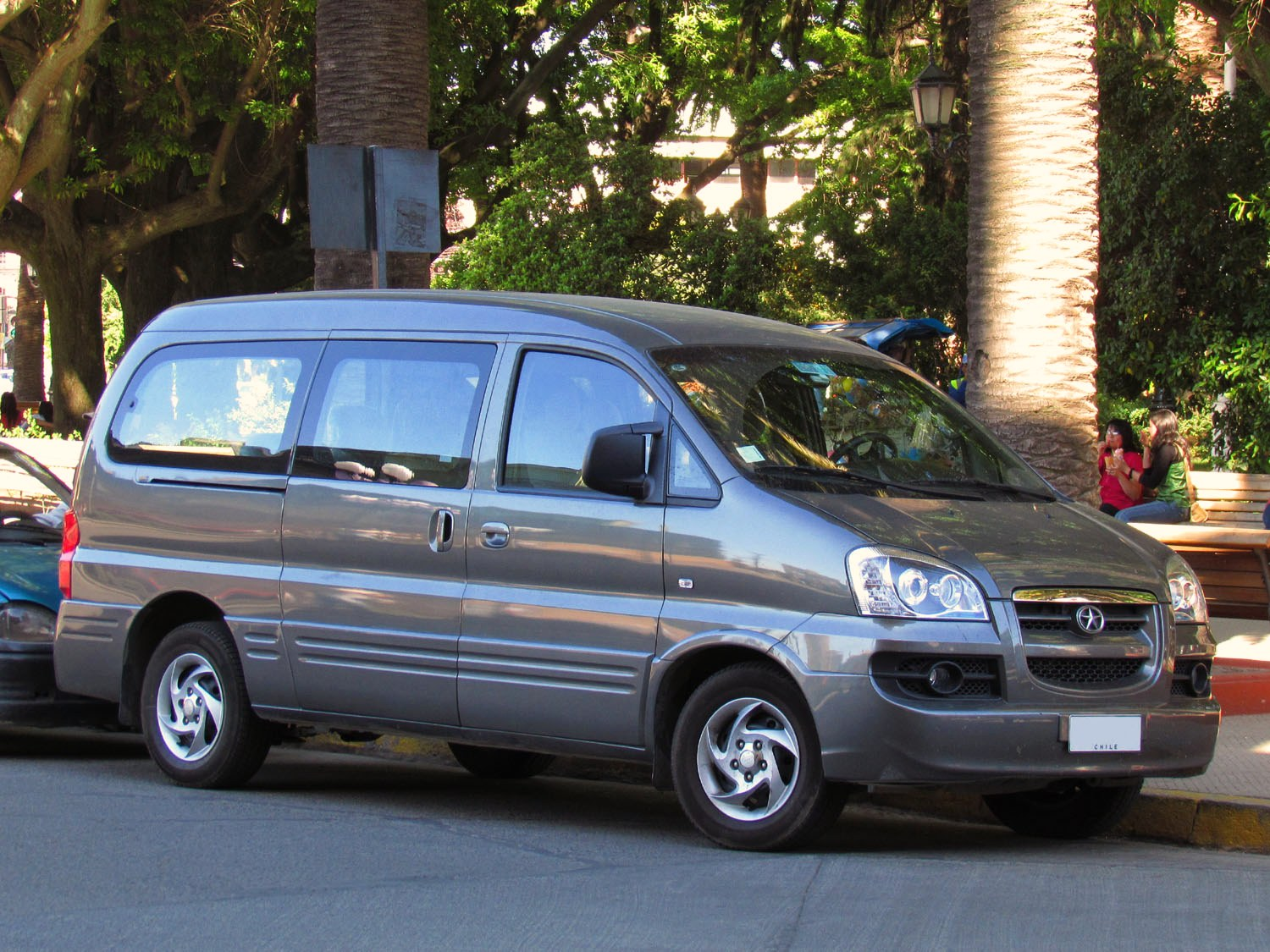
JAC Refine TDi (2012)
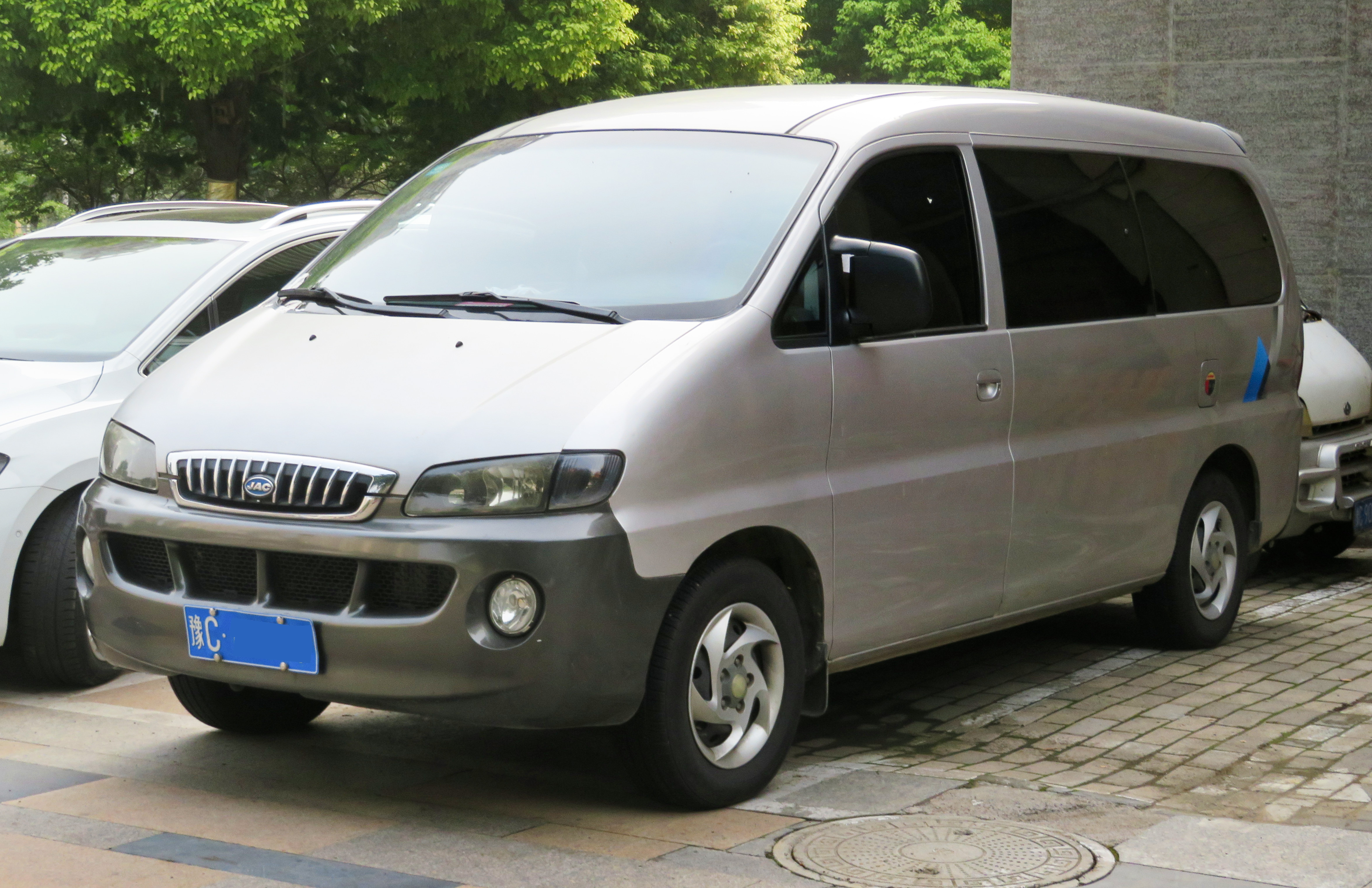
Вид спереди
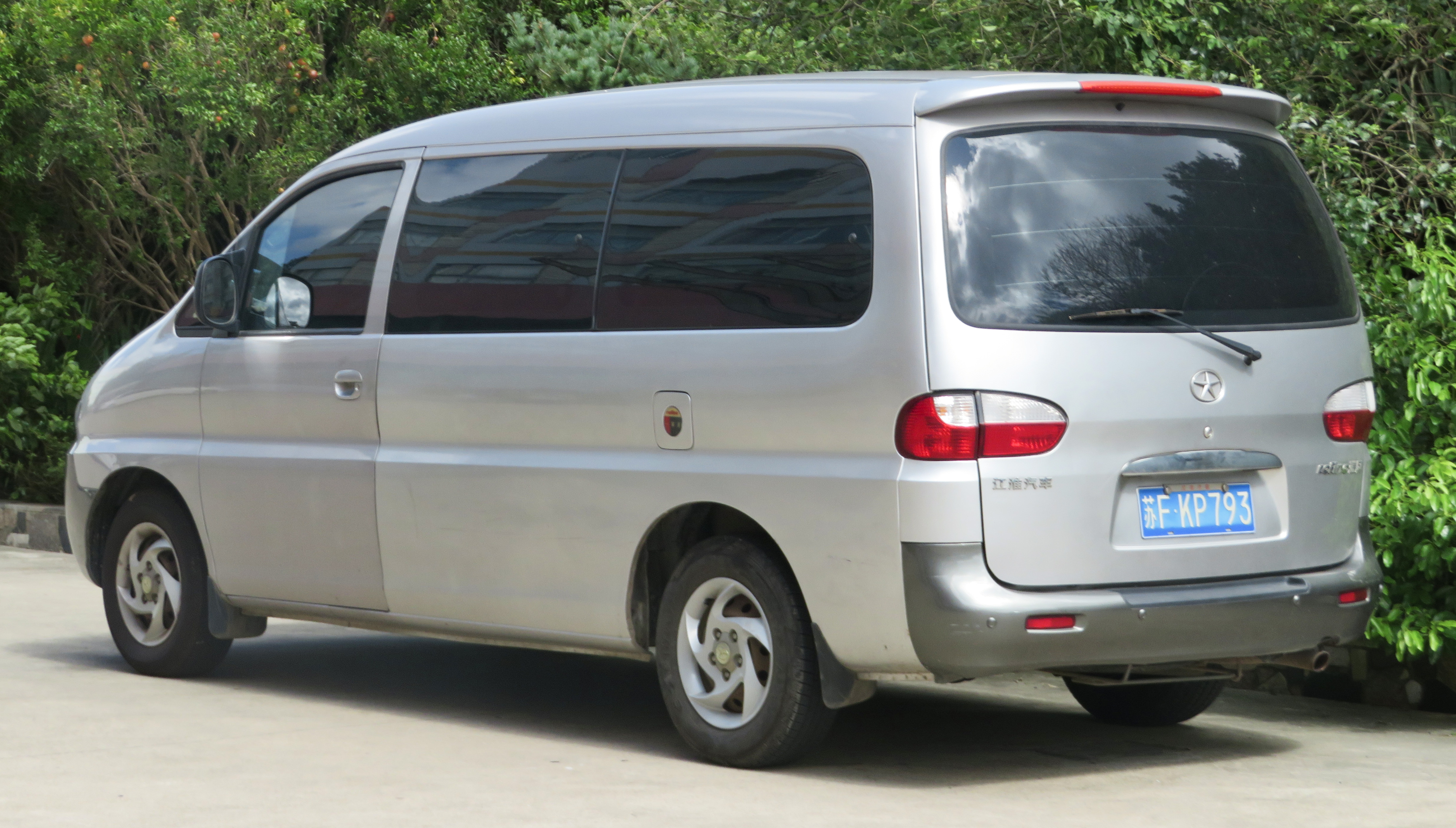
Вид сзади
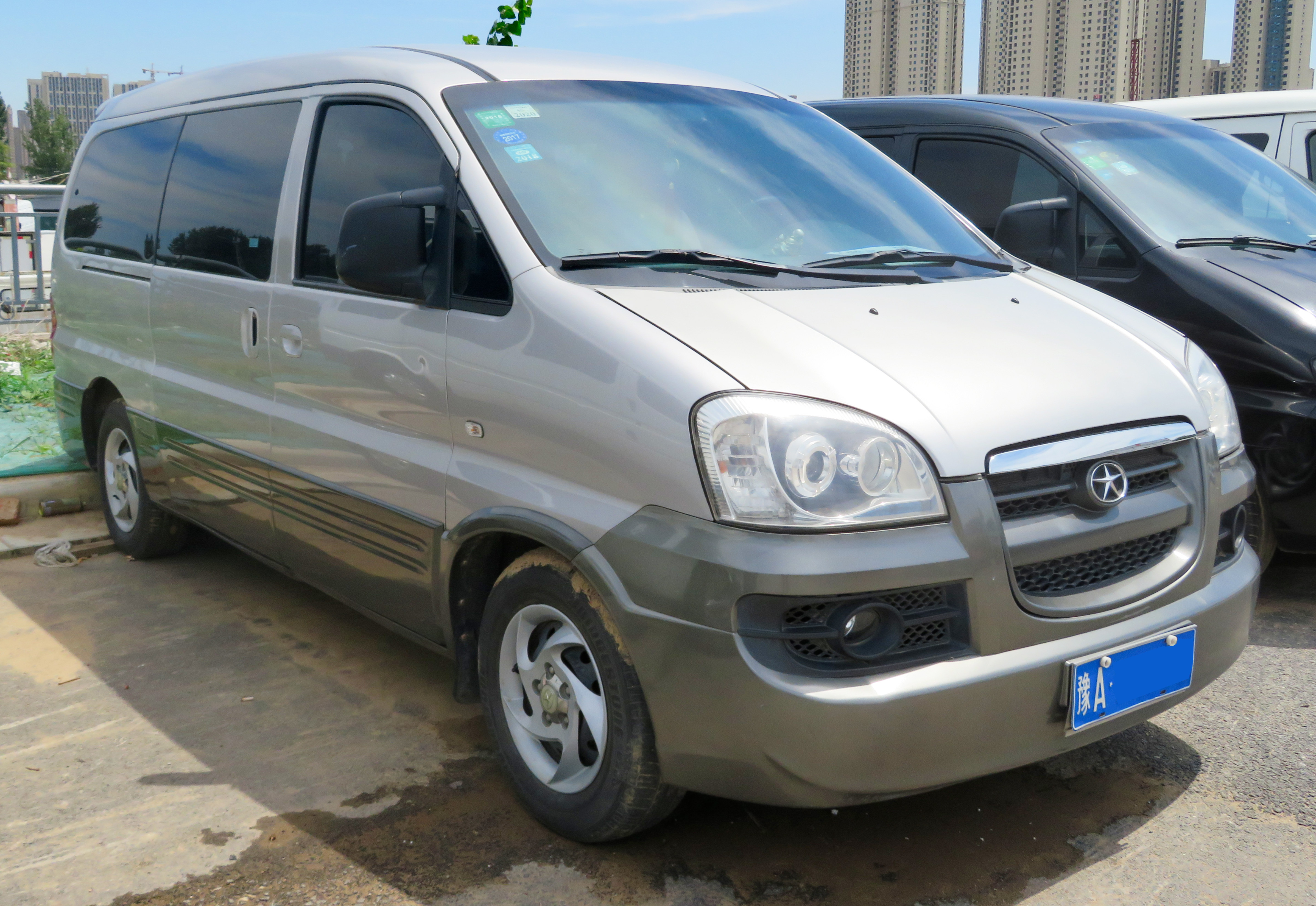
Фейслифтинг передней части
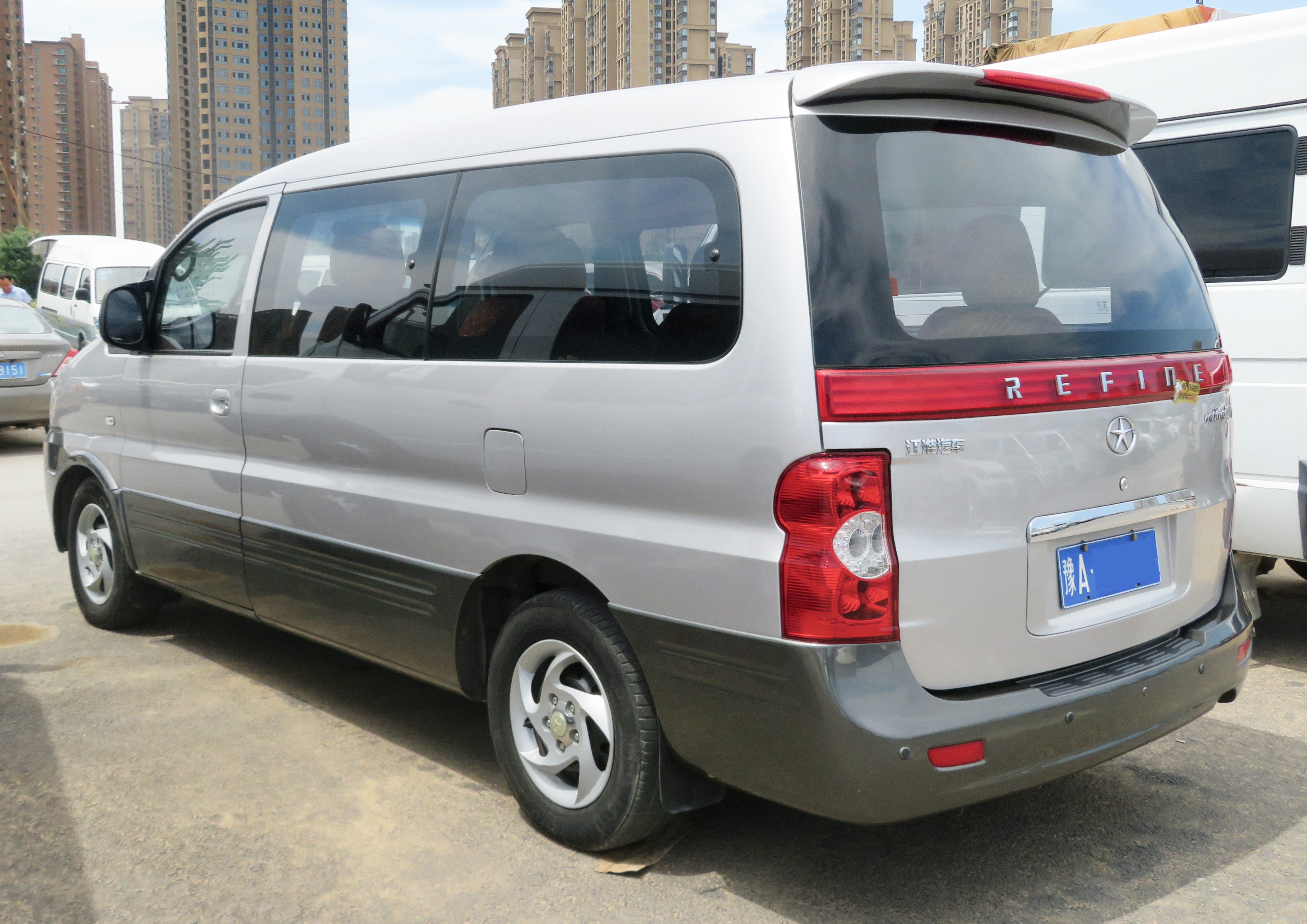
Фейслифтинг задней части

## Второе поколение (2011 — настоящее время)
Второе поколение Refine MPV (Refine II)/Refine M5 MPV дебютировало в 2010 году на Пекинском автосалоне. Серийная версия дебютировала в апреле 2011 года на Шанхайском автосалоне. Автомобили оснащаются 2,0-литровыми двигателями мощностью 177 л. с. и крутящим моментом 260 Н·м. В иерархии автомобиль занимает промежуток между Refine M4 и Refine M6. Ценовой диапазон варьируется от 139500 до 166500 юаней.

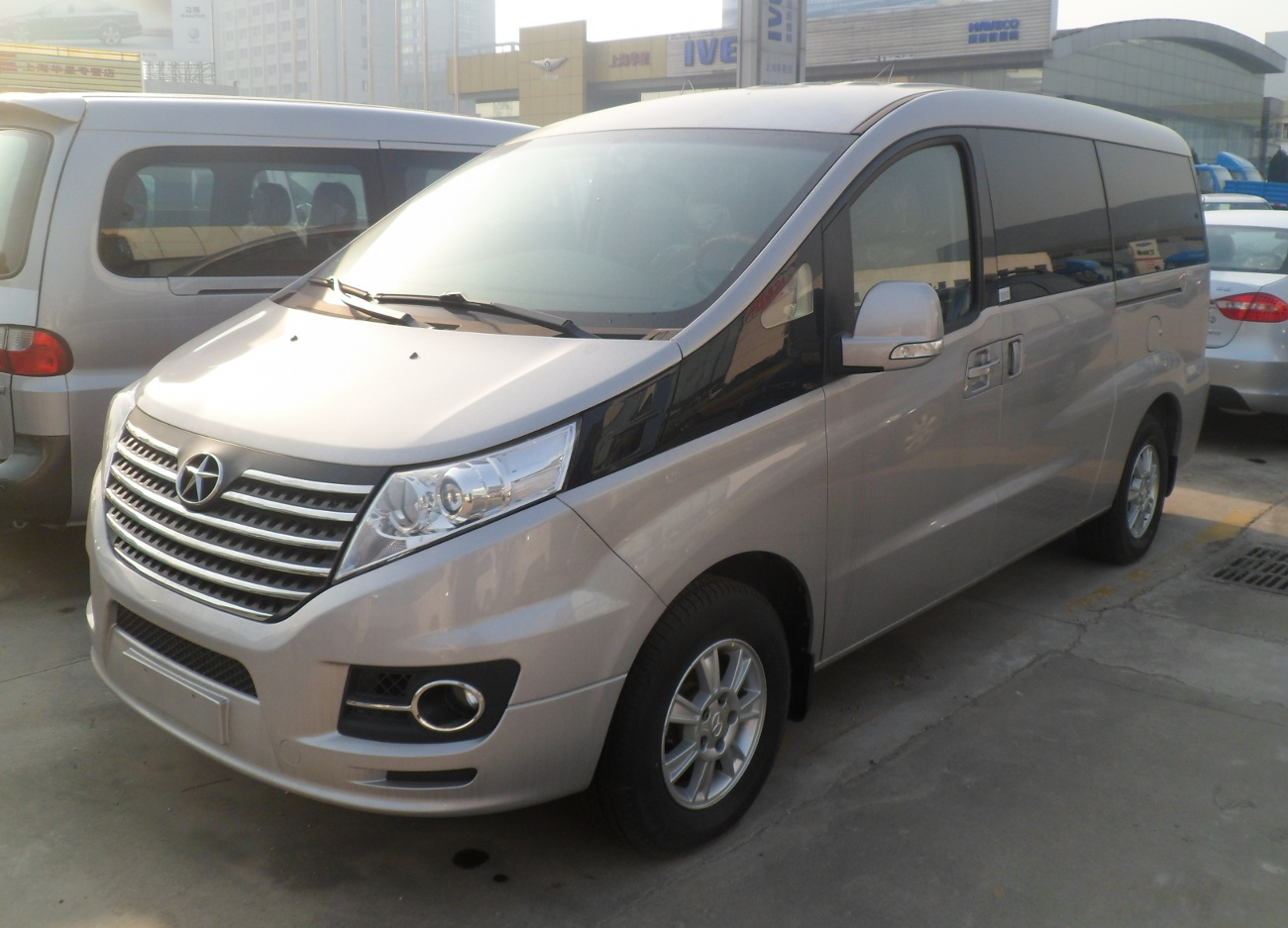
Вид спереди
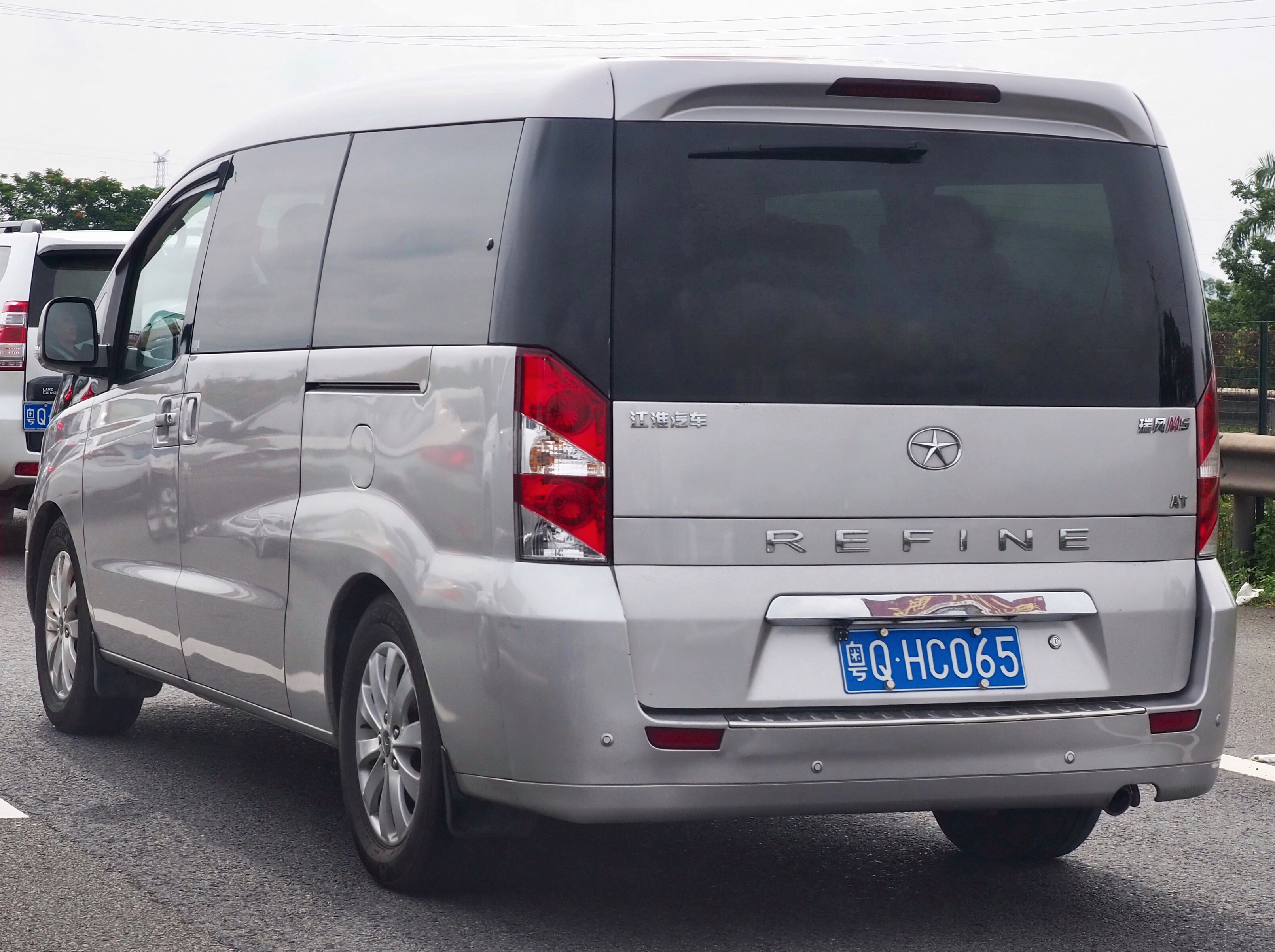
Вид сзади